# CSU UV Timișoara (szachy)
CSU UV Timișoara – rumuński klub szachowy z siedzibą w Timișoarze.

## Historia
Sekcja szachowa jest jedną z dwunastu sekcji funkcjonujących przy CSU UV Timișoara – założonym w 2015 roku klubie sportowym przy Uniwersytecie Zachodnim w Timişoarze. W 2017 roku klub zadebiutował w Superlidze, zajmując wówczas trzecie miejsce, za Mediciną Timișoara i CȘM Baia Mare. W sezonie 2018 CSU UV ponownie zajął trzecią pozycję w lidze, kończąc rozgrywki za Politehniką Iași i Mediciną Timișoara. W latach 2019, 2021 i 2023 zespół zajął czwarte miejsce w Superlidze
. Rozgrywki ligowe sezonu 2024 CSU UV zakończył na trzecim miejscu, za Vadosem Arad i CSU ASE Bukareszt.

## Arcymistrzowie w historii klubu
- Gergely Aczel[8]
- Ferenc Berkes[8]
- Stelios Chalkias[9]
- Andrei Istrățescu[10]
- Ivan Ivanišević[10]
- Vlad-Cristian Jianu[10]
- Stamatis Kurkulos-Arditis[11]
- Constantin Lupulescu[8]
- Mihail Marin[9]
- Lucian-Costin Miron[12]
- Andrei Murariu[12]
- Miloš Perunović[10]
- Gergely-Andras-Gyula Szabo[10]
- Nikolas Teodoru[13]
- Levente Vajda[8]